# Drewniak wielokształtny

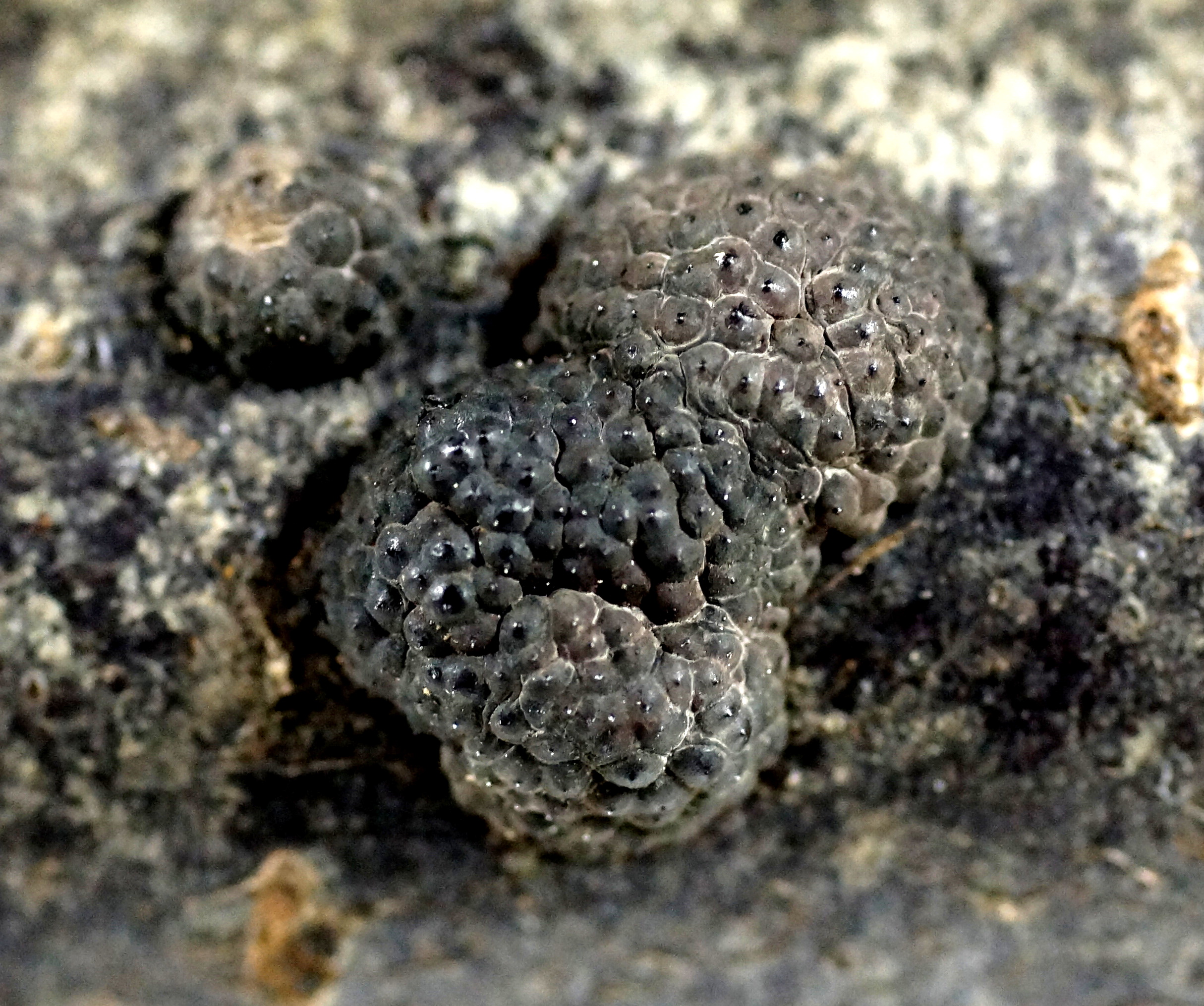

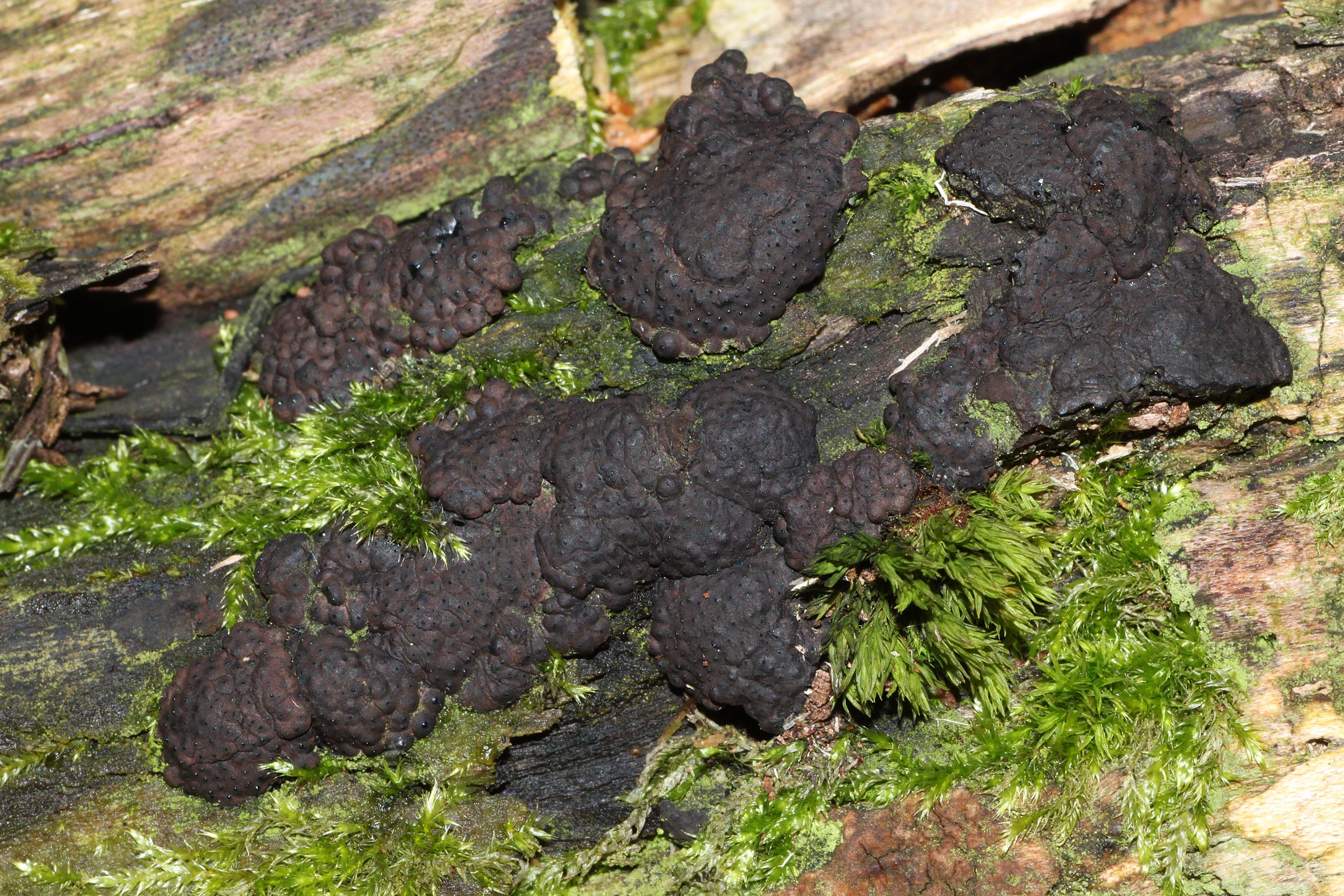

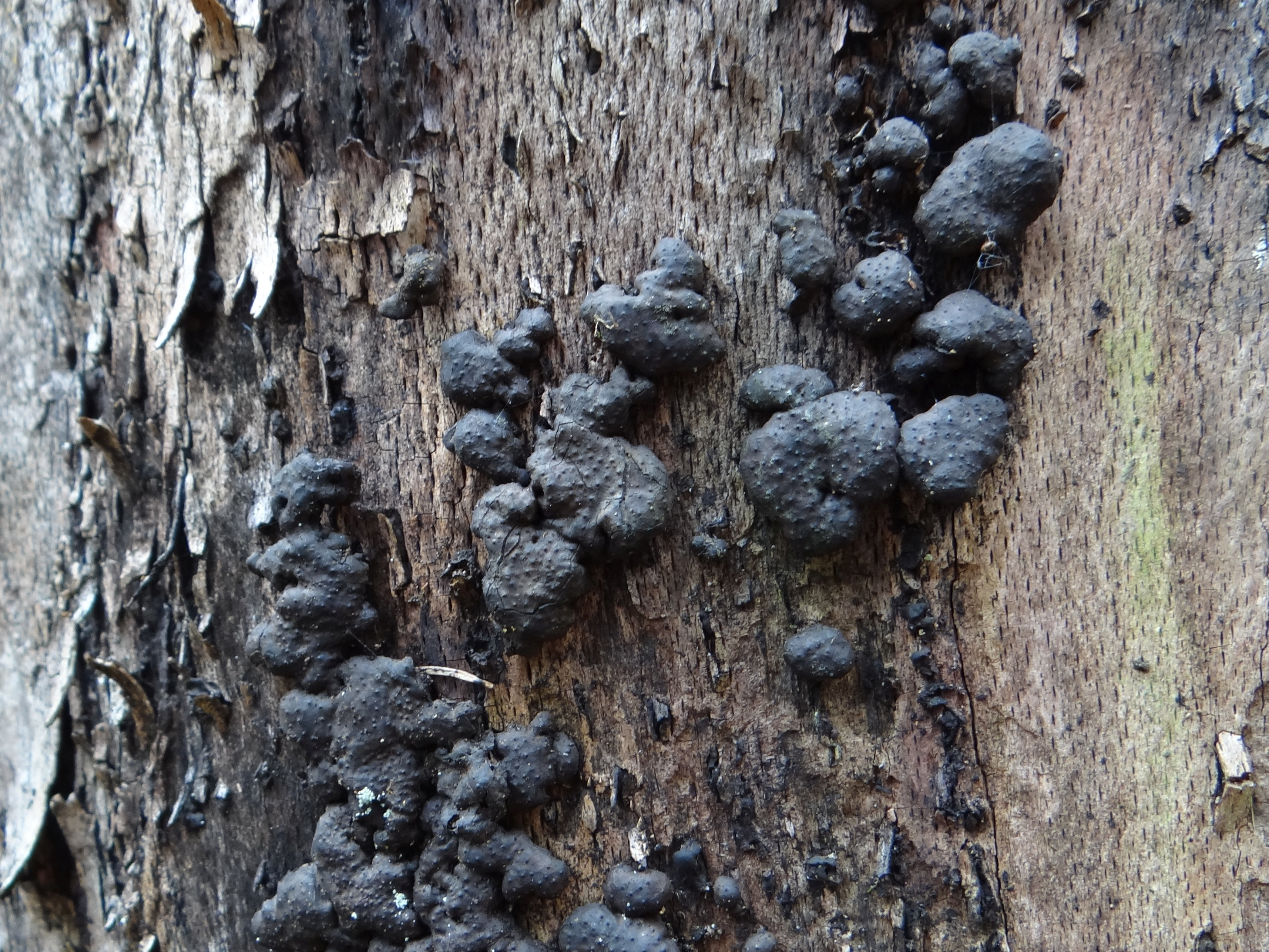

Drewniak wielokształtny (Jackrogersella multiformis (Fr.) L. Wendt, Kuhnert & M. Stadler) – gatunek grzybów z rodziny Hypoxylaceae.

## Systematyka i nazewnictwo
Pozycja w klasyfikacji według Index Fungorum: Annulohypoxylon, Hypoxylaceae, Xylariales, Xylariomycetidae, Sordariomycetes, Pezizomycotina, Ascomycota, Fungi.
Po raz pierwszy takson ten zdiagnozował w 1815 r. Elias Fries nadając mu nazwę Sphaeria multiformis. W 1849 r. Elias Fries przeniósł go do rodzaju Hypoxylon jako Hypoxylon multiformis. Pod tą nazwą był znany w Polsce. W 2005 r. Y.M. Ju, J.D. Rogers i H.M. Hsieh przeprowadzili rewizję rodzaju Hypoxylon, stwierdzili, że nie był on taksonem monofiletycznym i gatunek ten przenieśli do odrębnego rodzaju Annulohypoxylon. Zaledwie 2 lata później jeszcze raz został on przez Wendta, Kuhnerta i M. Stadlera  przeniesiony do nowo utworzonego rodzaju Jackrogersella.
Synonimów nazwy naukowej ma ok. 40. Niektóre z nich:
- Annulohypoxylon multiforme (Fr.) Y.M. Ju, J.D. Rogers & H.M. Hsie 2005
- Annulohypoxylon multiforme var. alaskense (Y.M. Ju & J.D. Rogers) Y.M. Ju, J.D. Rogers & H.M. Hsieh 2005)
- Annulohypoxylon multiforme (Fr.) Y.M. Ju, J.D. Rogers & H.M. Hsieh 2005, var. multiforme
- Hypoxylon multiforme (Fr.) Fr. 1849
- Sphaeria crustacea Sowerby 1803
- Sphaeria deusta Wahlenb. 1812
- Sphaeria granulosa (Bull.) Sowerby 1803
- Sphaeria multiformis Fr. 1815

## Morfologia
Podkładka
Przypomina wyglądem żużel. Jest różnokształtna, zazwyczaj jednak owalna lub elipsoidalna. Osiąga długość do 30 mm i grubość do 10 mm. Sąsiednie podkładki rosnąc łączą się z sobą i w miejscu połączenia grubieją. Powierzchnia początkowo ma barwę ceglastoczerwonawa, potem ciemnieje i staje się brązowa, na koniec czarna. Na powierzchni znajdują się perytecja w postaci ciemnych brodawek. Pod wpływem KOH barwi się na brązowo. W środku podkładki znajduje się czarny, bardzo cienki, twardy i kruchy miąższ. Ani powierzchnia podkładki, ani jej miąższ nie mają smaku i zapachu.
Perytecja
Mniej więcej kuliste, zanurzone w podkładce. Mają średnicę 0,5–0,7 mm, wysokość 0,6–0,7 mm. Ostiola o średnicy 0,15–0,23 mm, stożkowata, czarna lub o barwie podkładki, otoczona delikatnie jej warstewką. Worki mają rozmiar 150–230 μm. Powstające w nich zarodniki mają barwę od jasnobrązowej do brązowej, kształt elipsoidalny i nierównoboczny, często półksiężycowaty. Mają rozmiar 8,8–10,3 × 3,7–4,9 µm (M = 9,9 × 4,2 um) i gładką powierzchnię z pogrubioną ścianą na wypukłej stronie.
Anamorfy w naturalnych siedliskach nie zaobserwowano.

## Występowanie i siedlisko
Opisano występowanie tego gatunku w niektórych krajach Ameryki Północnej, Europy, Azji, Afryki Południowej. W Polsce jest dość rzadki. 
Saprotrof rosnący na martwym drewnie, na gałązkach, pniach i pniakach, zarówno na korze, jak i na drewnie obłupionym z kory. Obserwowano występowanie na drewnie olszy, brzozy, leszczyny, rzadziej na czereśni ptasiej, tarninie, jarząbie i topoli osice. 

## Gatunki podobne
Drewniaka wielokształtnego charakteryzuje spłaszczona podkładka (o wysokości około 3-krotnie mniejszej od szerokości) oraz wystające brodawki perytecjów. Najbardziej podobny jest Annulohypoxylon cohaerens. Podobny zgliszczak pospolity (Kretzschmaria deusta) odróżnia się bardziej rozpostartymi podstawkami, o szerokości dużo większej od wysokości.